# 형식
형식(形式, form)은 질료 또는 내용(실질)에 대립되는 말로서, 일반적으로는 가령 나무라는 질료로 만든 책상의 형상(형식)이라는 식으로 쓰인다.
철학에서는 내용을 통일·통관하는 본질적인 것을 형식,형상이라고 본다. 플라톤의 이데아론에서 "이데아"의 번역으로도 쓰인다.
그러나 논리학에서는 구체적 의미(내용)에 성립되는 사고(思考)의 틀(型)을 말한다. 예컨대 'A라면 B이다. 그러므로 B가 아니면 A가 아니다'라는 추리 형식은 A·B에 어떠한 내용의 것을 넣어도 성립한다. 이러한 사고의 테두리를 문제로 삼는 방법을 형식적이라고 한다. 흔히 형식적이라는 것과 추상적·일반적이라는 것에는 밀접한 관계가 있다.
수학과 형식논리학은 형식적으로 문제를 다룬다는 점에 그 특징이 있다. 또한 평상적으로 형식적이라고 할 때는 표면적이라는 나쁜 뜻으로 쓰인다.

## 다른 뜻
형식이라는 뜻은 겉으로만 드러나는 것을 우선으로 하는 걸 의미하기도 한다. 예시로, "개는 동물원에 들어오면 안된다"라고 하자. 물론 개는 그 모습 그대로 당연히 동물원에 들어올 수 없다. 하지만, 현실적으로 불가능하지만 개가 만약에 사람의 모습으로 변신하여 사람 형태로 동물원에 나타난다면 그건 이론적으로 동물원 입장이 가능하다. 때로는 사람도 제외되지는 않는다. 또 현실적으로 현재로선 어떤 사람이든 야구장에 암표로 끊었으면 야구장 입장에 제한을 받거나 벌금을 문다고 되어있다. 하지만 형식적으로 의미란 이것과 조금 다르게 야구장은 티켓없이 공짜 입장은 당연히 불가능하지만, 자기가 예약이나 매표소에서 티켓을 뽑아서 입장이 가능하거나, 누군가에게 몰래 암표를 끊어서 티켓을 얻어도 상관없이 무조건 야구장 입장이 가능하다면, 그것도 역시 바로 형식적에 해당된다.

## 참고 문헌
- 이 문서에는 다음커뮤니케이션(현 카카오)에서 GFDL 또는 CC-SA 라이선스로 배포한 글로벌 세계대백과사전의 내용을 기초로 작성된 글이 포함되어 있습니다.